# Johanniskirche (Brackenheim)

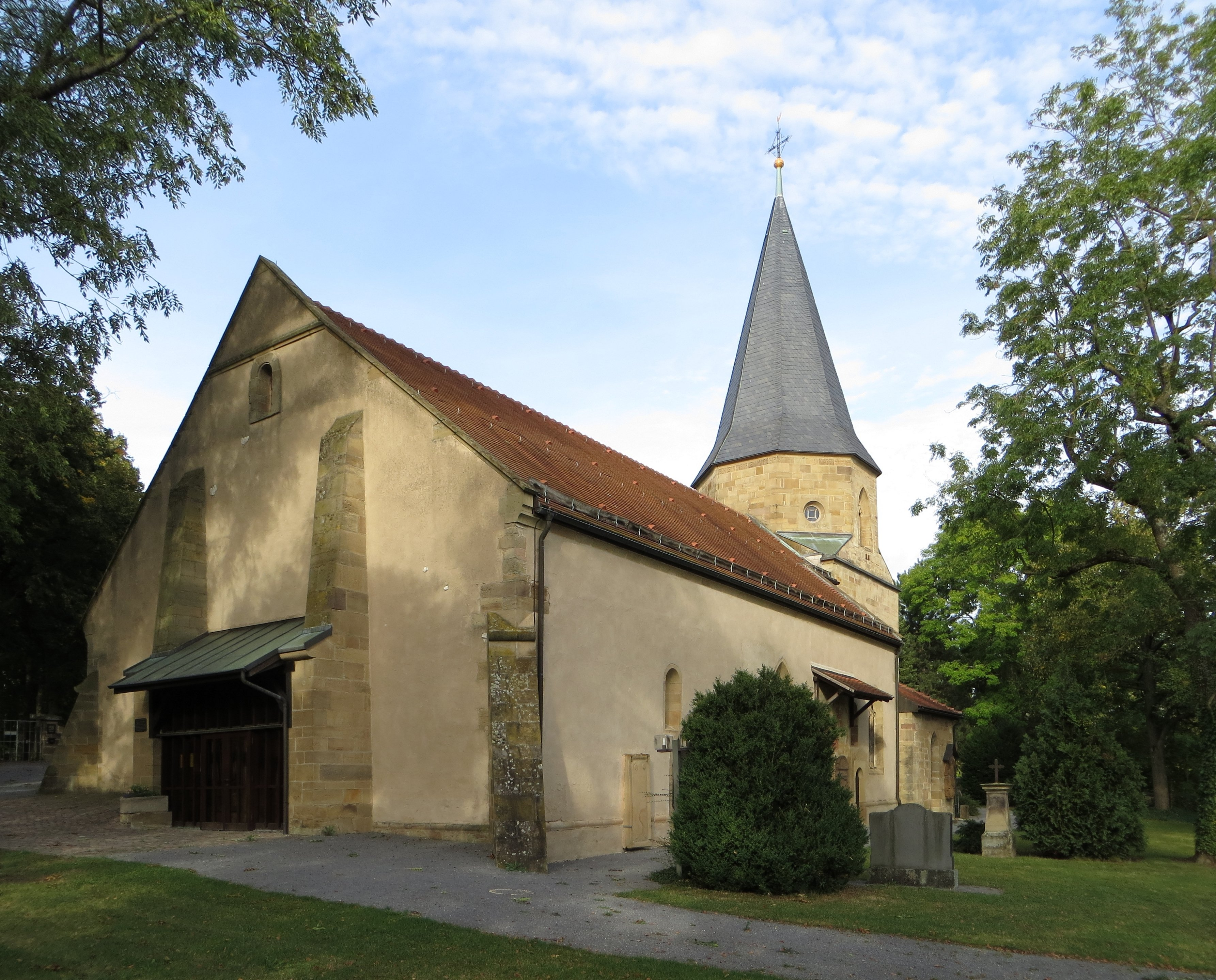
Ansicht der Johanniskirche von Südwesten

Die Johanniskirche in Brackenheim im Landkreis Heilbronn im nördlichen Baden-Württemberg wurde im 13. Jahrhundert erstmals urkundlich erwähnt und war die ursprüngliche Pfarrkirche der Stadt und Grabkirche der Herren von Magenheim. Seitdem im 16. Jahrhundert die Stadtkirche St. Jakobus innerhalb der Stadt ausgebaut und zur Pfarrkirche erhoben worden war, wird die außerhalb gelegene Johanniskirche vor allem als Friedhofskirche genutzt.

## Geschichte
Die Ursprünge der südlich außerhalb von Brackenheim auf einem Hügel gelegenen Johanniskirche liegen im Dunkeln. Mutmaßungen über ihre Entstehung reichen von einer sie einst umgebenden abgegangenen Siedlung bis hin zu ihrer Planung als Taufkirche der ebenfalls sehr alten Martinskirche im nahen Meimsheim. Die Errichtung der Kirche an der Stelle eines heidnischen Heiligtums ist ebenfalls denkbar, da sich über der Eingangspforte einst ein Relief einer Fruchtbarkeitsgöttin aus vorchristlicher Zeit befand. Als Gründer und ursprüngliche Grundherren der Johanniskirche kommen die Herren von Magenheim in Betracht, die Brackenheim im hohen Mittelalter besaßen und in der Kirche auch ihr Begräbnis hatten. Aufgrund der architektonischen Anlage der Johanniskirche als dreischiffiger Basilika im Übergangsstil von der Romanik zur Gotik wird die Entstehung der Kirche in ihrer wesentlichen heutigen Gestalt auf die Zeit um das Jahr 1210 datiert. Erstmals erwähnt wurde die Kirche im Jahr 1246. Mit dem Niedergang der Magenheimer kam die Kirche im 14. Jahrhundert mit der Stadt Brackenheim an Württemberg. Der württembergische Graf Eberhard im Bart vermachte die Kirche mit ihren Rechten und Besitzungen um 1480 der neugegründeten Universität Tübingen, die damit auch das (bis 1919 geltende) Vorschlagsrecht für die Brackenheimer Pfarrer erhielt. Nachdem im frühen 16. Jahrhundert die Stadtkirche St. Jakobus innerhalb der Stadt vergrößert worden war, erhob man diese zur Pfarrkirche, so dass die Johanniskirche künftig lediglich noch als Friedhofskirche diente.
1906–09 wurde die Kirche unter der Leitung von Theodor Fischer renoviert, wobei der Zustand des 15. Jahrhunderts als Leitbild der Renovierung diente. Dazu wurde unter anderem das Niveau des Bodens im Langhaus wieder auf die ursprüngliche Höhe abgesenkt und eine neue Tonnendecke aus Holz eingezogen.
Nach dem Zweiten Weltkrieg wurde die Kirche der sich durch den Zuzug von zahlreichen katholischen Heimatvertriebenen bildenden katholischen Gemeinde überlassen, bevor diese sich 1954 mit der Christus-König-Kirche eine eigene Kirche erbaut hatte.

## Beschreibung

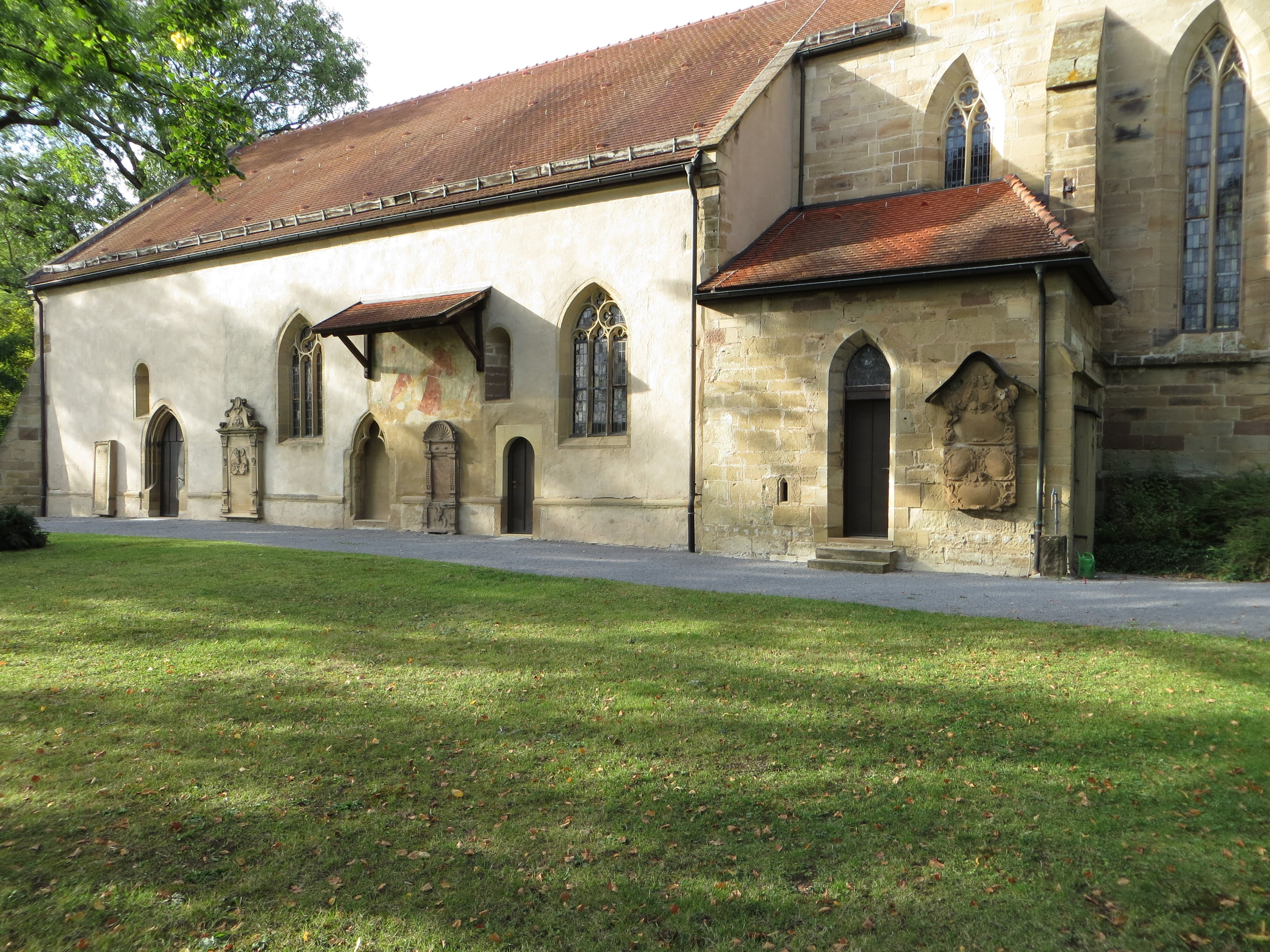
Das Kirchenschiff von Südosten

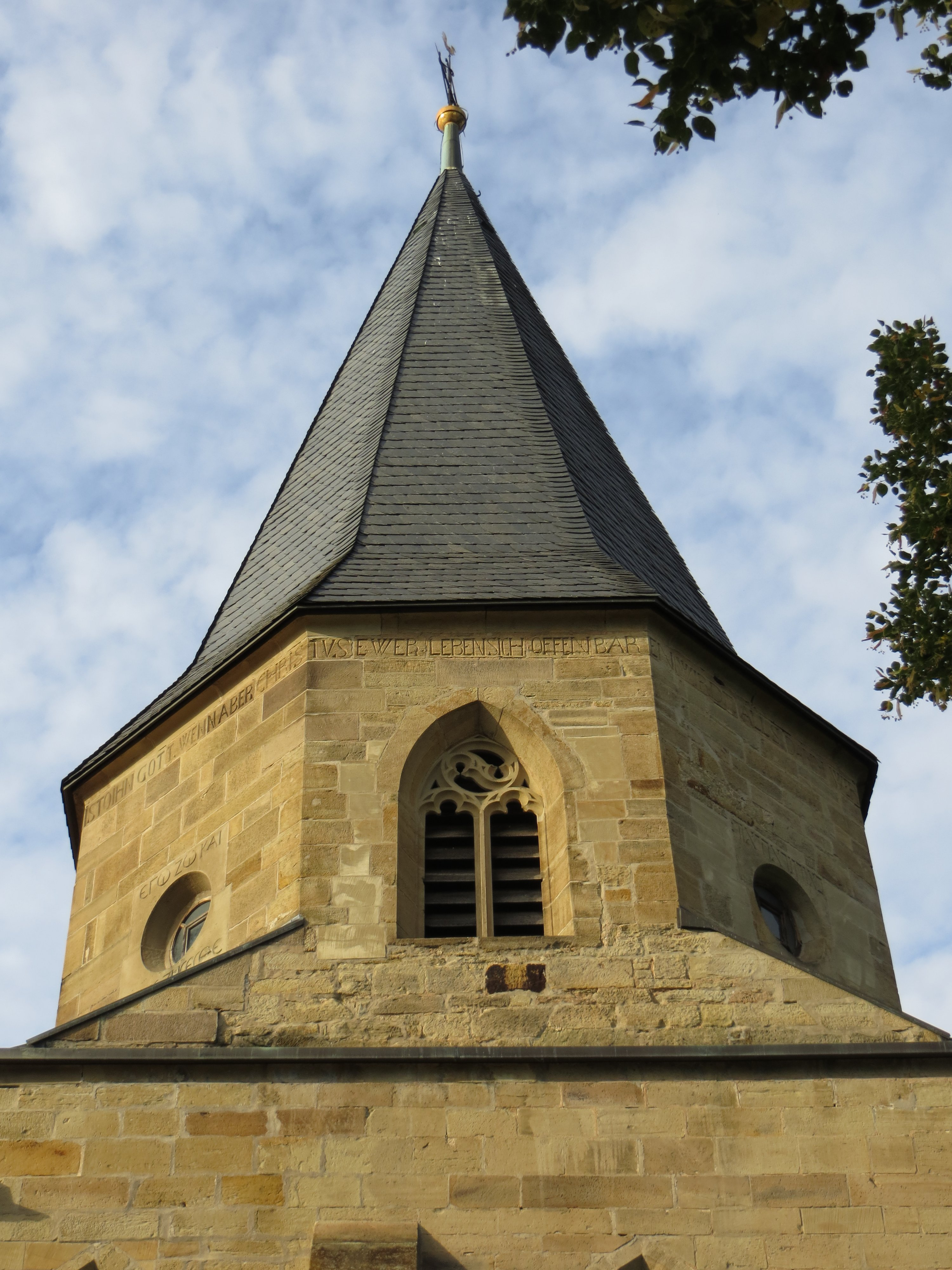
Der Turm von Süden

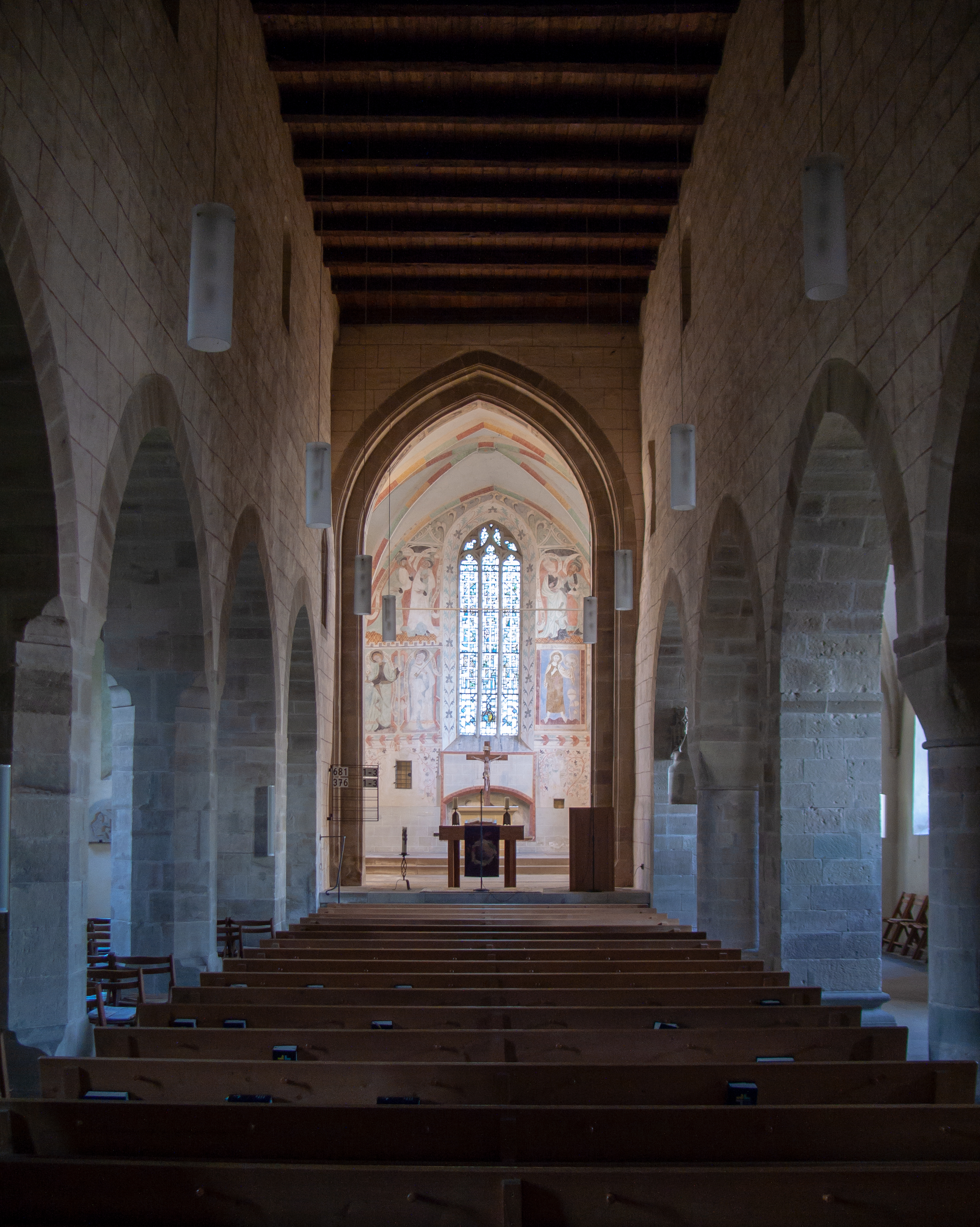
Innenansicht mit Blick durch das Kirchenschiff zum Chor

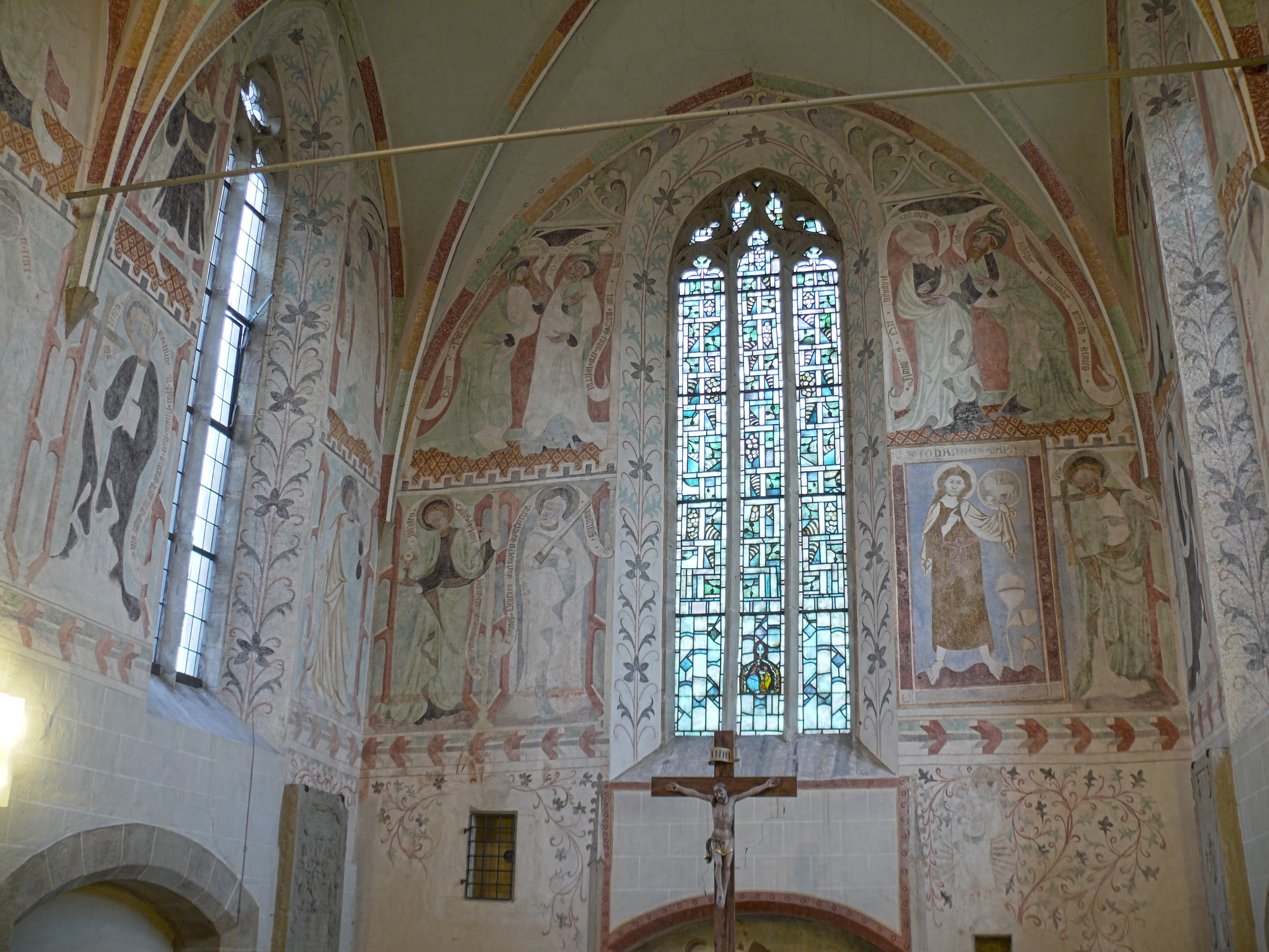
Fresken im Chorraum

Die Johanniskirche wurde als dreischiffige Basilika erbaut, bei der die Seitenschiffe vom Mittelschiff abwechselnd von Säulen und Pfeilern abgetrennt waren. Später wurde die Dachsituation verändert, wodurch der Basilikencharakter verlorenging. Der Chorturm hat einen rechteckigen Unterbau mit achteckigem Aufsatz und ist von einem achtseitigen pyramidenförmigen Zeltdach bekrönt. Der Chor weist frühgotische Spitzbogenfenster mit Fischblasenwerk auf und ist mit Apostel- und Prophetendarstellungen sowie Spruchbändern ausgemalt, die vermutlich im frühen 15. Jahrhundert nach oberrheinischen Vorbildern gestaltet wurden. Die Malereien stellen eine szenische Wiedergabe des Glaubensbekenntnisses dar und überdecken ältere Malereien. Seitlich an den Chor ist eine Sakristei aus der ersten Hälfte des 14. Jahrhunderts angebaut. Es gibt unterschiedliche Auffassungen darüber, ob die Sakristei oder nicht vielmehr die nördliche Seitenschiffkapelle ursprünglich als die urkundlich belegte Grabkapelle der Familie Soldan diente, begründet von dem 1305 in der Johanniskirche getauften und 1328 dort bestatteten ehemaligen türkischen Offizier Sadok Seli Soltan (auch: Johannes Soldan).

### Reliefs
Es gibt in der Kirche drei interessante Reliefs, deren Herkunft und Alter unbekannt sind: erstens ein Tympanon mit aus dem Block ausgespartem Flachrelief einer wahrscheinlich kultischen Handlung, das seit 1977 an der Ostwand des nördlichen Seitenschiffs hängt, zweitens eine Archivolte über der südöstlichen Tür mit scheinbar ornamentalen, aber symbolischen Flachreliefs und drittens ein stark verwittertes Relief einer heidnischen Fruchtbarkeitsgöttin an der westlichen Innenwand, ursprünglich an der westlichen Außenwand.
Tympanon und Archivolte gehörten zusammen und sind nicht aus vorchristlicher Zeit, aber die Inhalte möglicherweise schon. Das Tympanon wird verschiedentlich als heidnisch-germanische Darstellung oder als Darstellung des im Mittelalter verbreiteten Brauchtums des Minnetrinkens ursprünglich zum Totengedächtnis am Johannistag gedeutet: Der kordelförmig gedrehte Ring erinnert an eine germanische Sonne, das Dreieck am Boden erinnert an den „stallr“ (Altar im germanischen Heiligtum), die sitzende Person mit geteiltem Kinnbart mit der auf das Herz gelegten rechten Hand und der zu einem Dach erhobenen linken könnte einen Schwur auf den Herdbalken darstellen und der rechts stehende Mann in einem gegürteten Gewand, erhebt den rechten Arm mit einem Becher in der Hand.
Auf der Archivolte befindet sich ein Mann auf einer Lilie stehend, daneben fünf Rauten übereinander, eine Blattranke und ein gefiedertes Blatt. Die Lilie wurde von J. Weitzsäcker als Symbol des Lebens, die Rauten als Fruchtbarkeitssymbol und die Blattranke als  Weltesche, ewig unendliches Lebenssymbol gedeutet.
Das Relief der heidnischen Fruchtbarkeitsgöttin ist eine weibliche Figur mit angezogenen ge
spreizten Beinen ein Dreieck bildend, und mit beiden Armen erhoben, die Mundwinkel auseinanderziehend, ein zweites Dreieck bildend. Sie wurde auch als weiblicher Fruchtbarkeitsdämon von apotropäischer (dämonenabwehrender) Bedeutung bezeichnet.

### Grabmale
An den Wänden der Kirche haben sich zahlreiche Grabmale aus dem 15. bis 18. Jahrhundert erhalten, darunter Arbeiten von Melchior Schmid aus Heilbronn, Achilles Kern und dem Hofbildhauer Lauggas aus Öhringen. Zu den historisch bedeutenden Grabmalen zählen die der Familie Schaffalitzky von Muckadell sowie die Grabplatte des 1564 verstorbenen Baumeisters des Brackenheimer Schlosses, Martin Berwart.

### Glocke
Im Turm der Johanniskirche befindet sich eine Bronzeglocke, die wohl noch aus dem 13. Jahrhundert stammt. Sie ist nicht bezeichnet und hat einen Durchmesser von 75 cm.